# Schronisko Kazamar w Cyrku
Schronisko Kazamar w Cyrku – schronisko w Górze Zborów na Wyżynie Częstochowskiej. Znajduje się we wsi Kroczyce w województwie śląskim, powiecie zawierciańskim, w gminie Kroczyce, w obrębie rezerwatu przyrody Góra Zborów.

## Opis obiektu
Znajduje się w Skale z Mysim Trawersem, powyżej Turni nad Kaskadami. Turnie te tworzą charakterystyczny cyrk skalny. Schronisko to duża komora o dwóch otworach; niżej położonym południowo-wschodnim i wyższym wschodnim. Obydwa wychodzą na nieco tylko pochyły, otwarty stok. Schronisko jest suche, w całości widne. Jego ściany są bez nacieków, zerodowane i w dużym stopniu pokryte czarnym nalotem. W silniej oświetlonych miejscach rozwijają się na nich glony, mszaki i paprocie (zanokcica murowa). W zakamarkach schroniska gniazduje rzadki ptak – pleszka zwyczajna. K. Kowalski, który w 1949 r. badał to schronisko o namulisku napisał: próchnicowo-kamieniste, nienaruszone, obfite.
Schronisko znajduje się w obrębie rezerwatu przyrody Góra Zborów. Obowiązuje zakaz wstępu do jaskiń w rezerwatach przyrody (na Górze Zborów wyjątkiem jest dostępna dla turystów Jaskinia Głęboka).

## Historia dokumentacji
Schronisko znane jest od dawna. Po raz pierwszy opisał go Kazimierz Kowalski w 1949 roku jako Schronisko w Berkowej Górze koło Kroczyc I. Obecną nazwę nadał mu K. Mazik w 1979 r. Związał ją z tradycyjną ludową nazwą tego schroniska – Kazamar. Schronisko zmierzyli Z. Lorek, K. Mazik i A. Ziober w lutym 1975 r., oni też sporządzili jego plan/>.

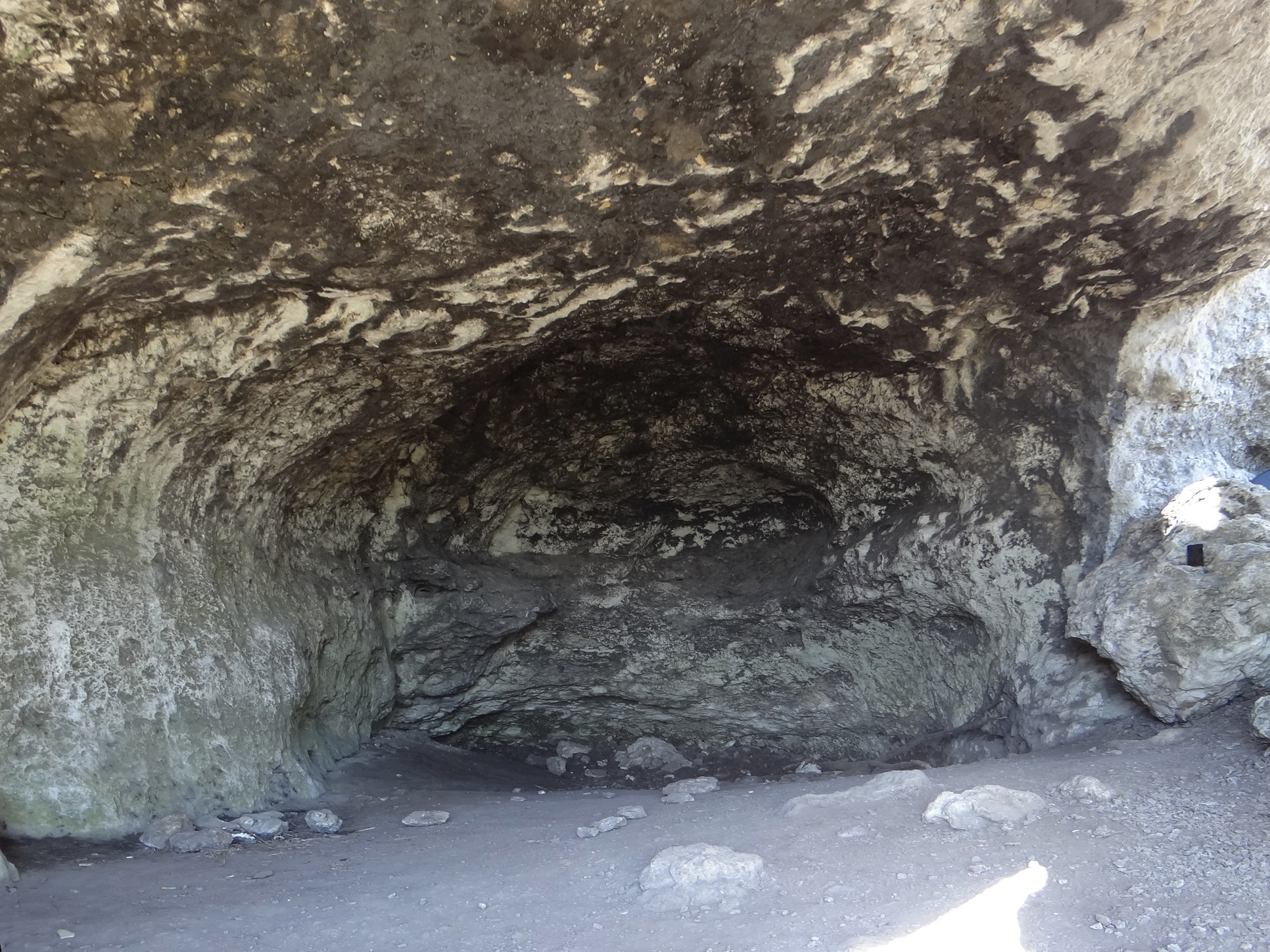
Wnętrze schroniska
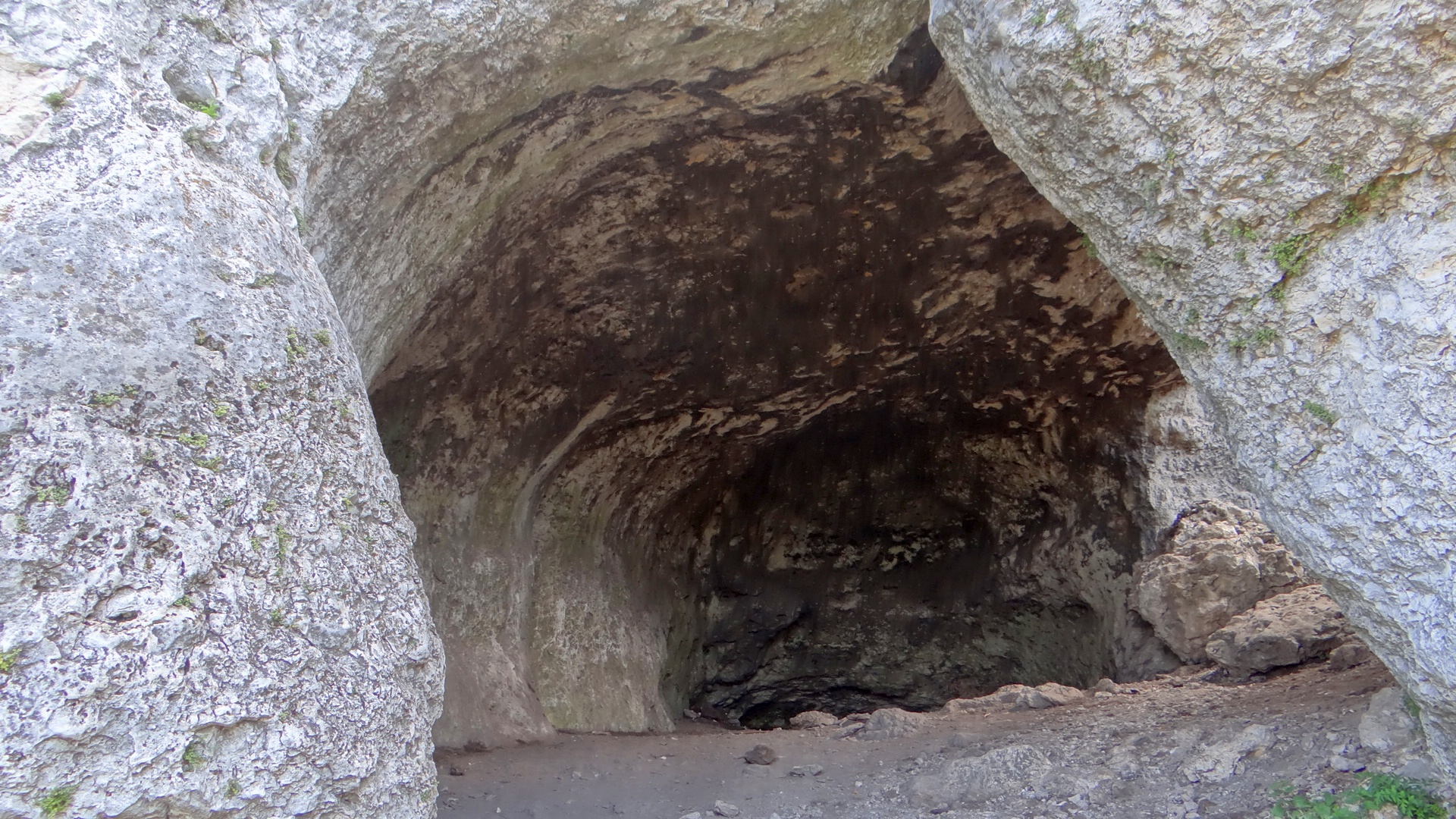
Wnętrze schroniska
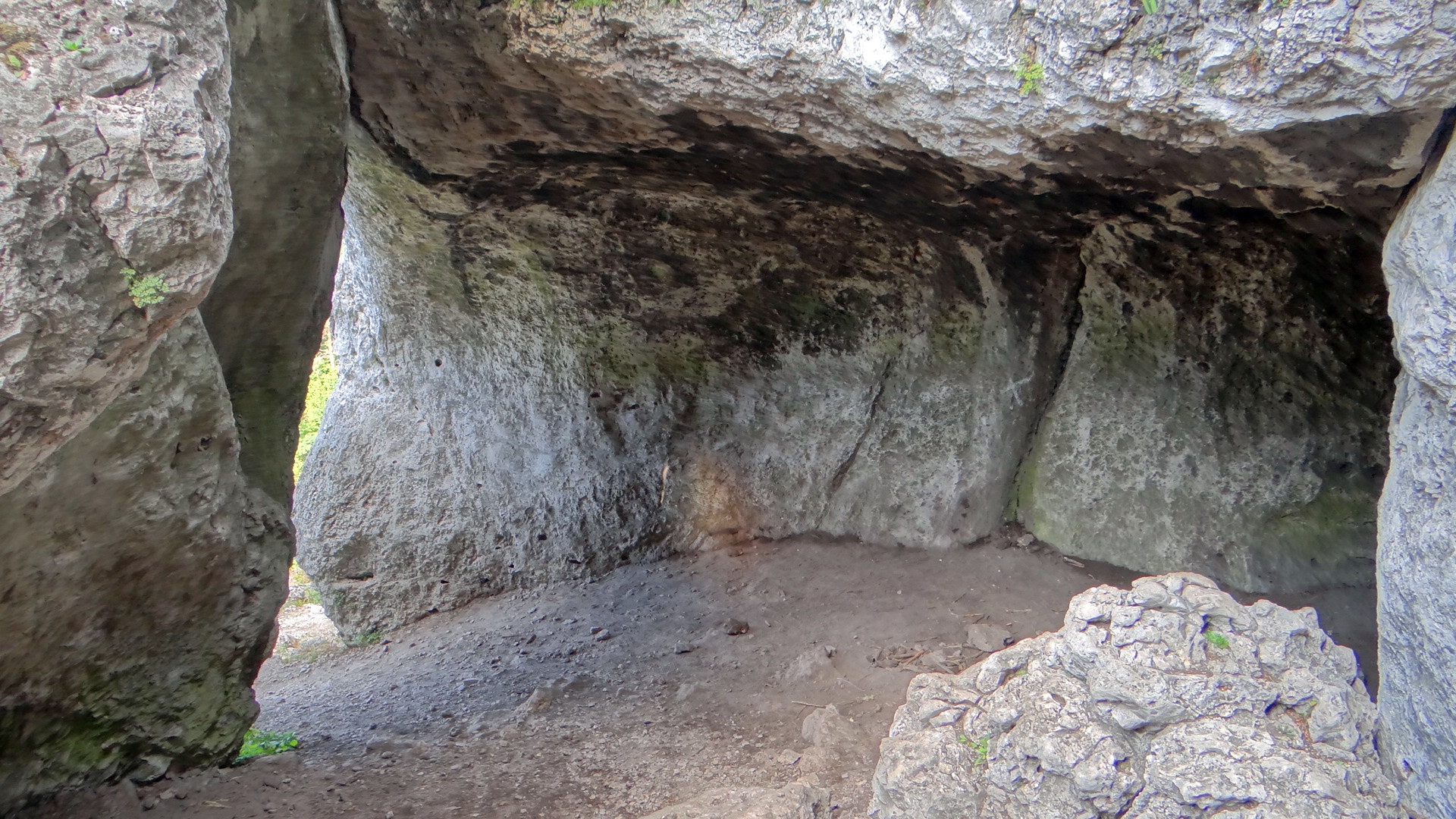
Wnętrze schroniska
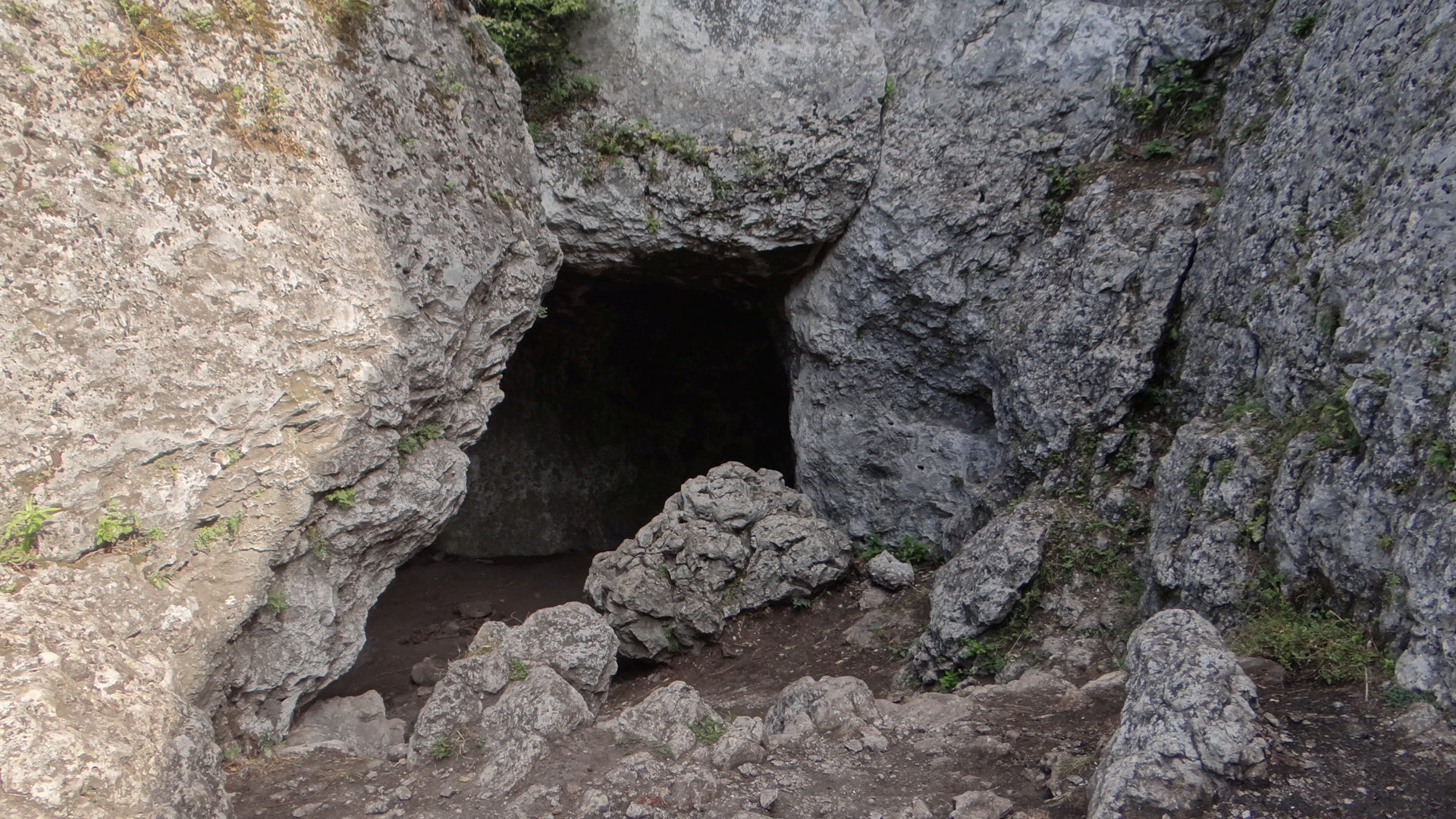
Otwór wschodni
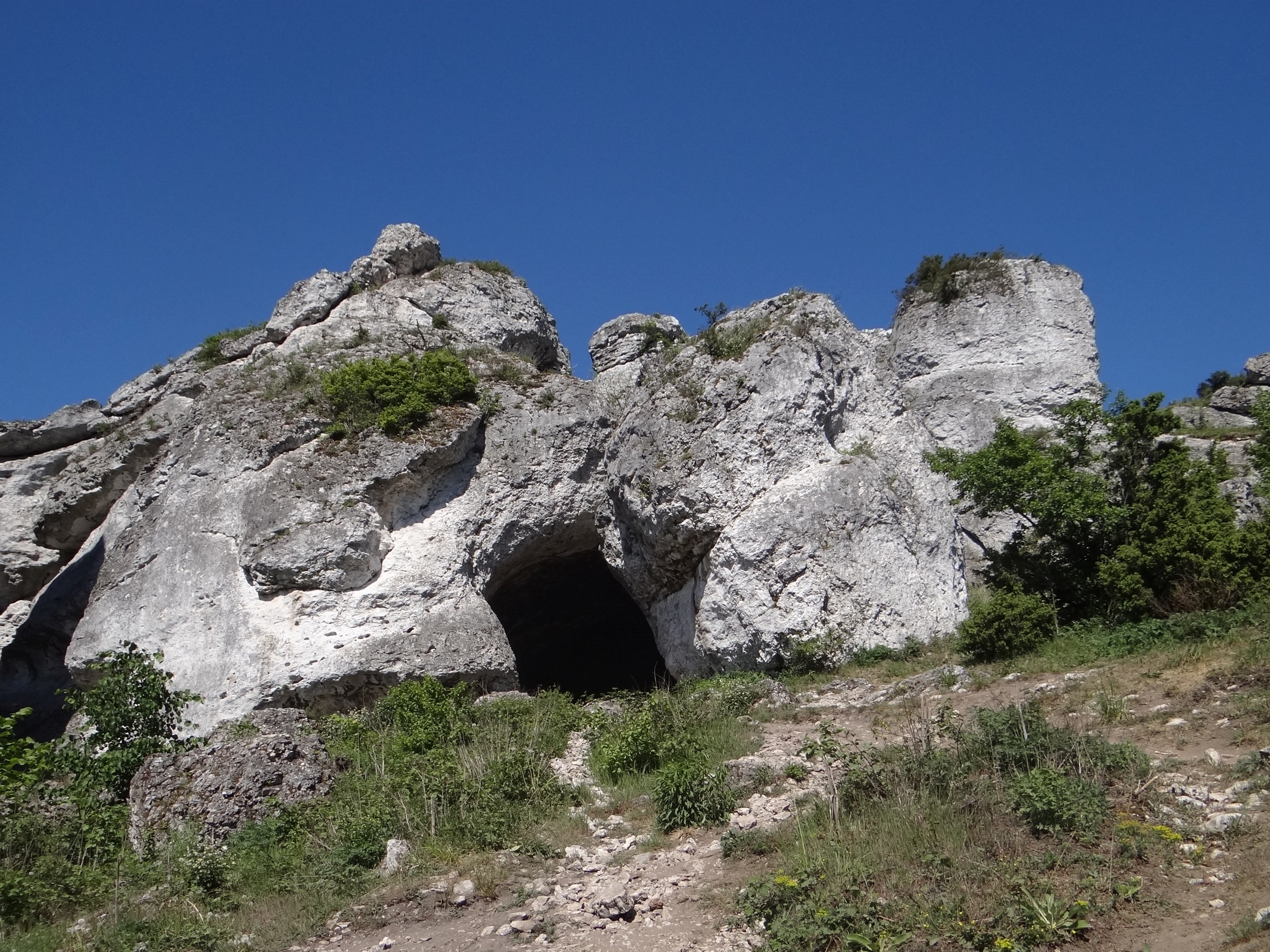
Duży, południowo-wschodni otwór